# Jérémie Drouart
Pour les articles homonymes, voir Drouart.
Jérémie Drouart, né le 10 janvier 1984, est un homme politique belge bruxellois, membre d'Ecolo.
Il est licencié en sciences politiques (ULB; secrétaire d'administration communale à Saint-Gilles (2008-2011); conseiller au cabinet du ministre Christos Doulkeridis (2011-2013).

## Carrière politique
- 2014-2014  : député au parlement bruxellois pendant la période où Christos Doulkeridis est encore ministre en affaires courantes.